# Eryngium palmatum
Eryngium palmatum är en flockblommig växtart som beskrevs av Pan?i och Roberto de Visiani. Eryngium palmatum ingår i släktet martornar, och familjen flockblommiga växter. Inga underarter finns listade i Catalogue of Life.

## Bildgalleri

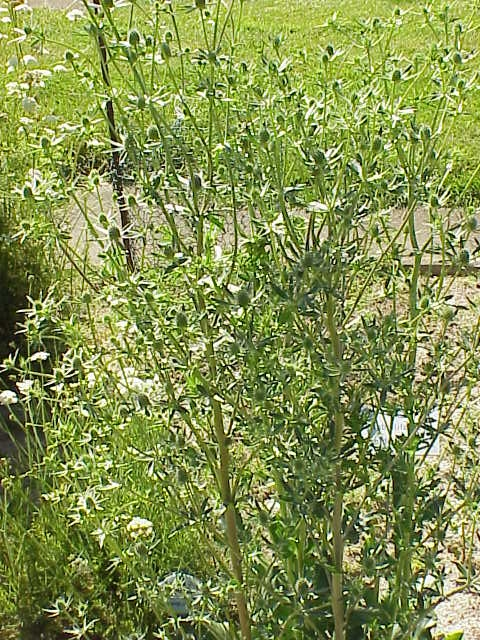